# Prothesis

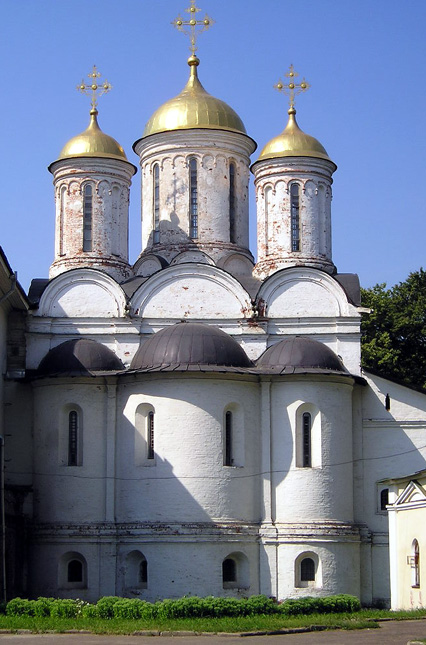
Tripla abside di una chiesa ortodossa. L'altare si trova nella più grande abside centrale, la prothesis è nell'abside a destra, e il diaconicon è in quella a sinistra.

La prothesis (in greco πρόθεσις?) o protesi è il luogo del presbiterio in cui viene effettuata la preparazione della liturgia nella Chiesa ortodossa e nella Chiesa cattolica orientale. 

## Descrizione
La prothesis è collocata a ridosso dell'iconostasi ed è costituita da un piccolo tavolo, noto anche come tavolo delle oblazioni, sul quale viene preparato il pane e il vino per l'officiazione della liturgia divina. Essa è quasi sempre collocata sul lato nord dell'altar, o in ambito separato  (detto prothesis) a nord dell'abside centrale.

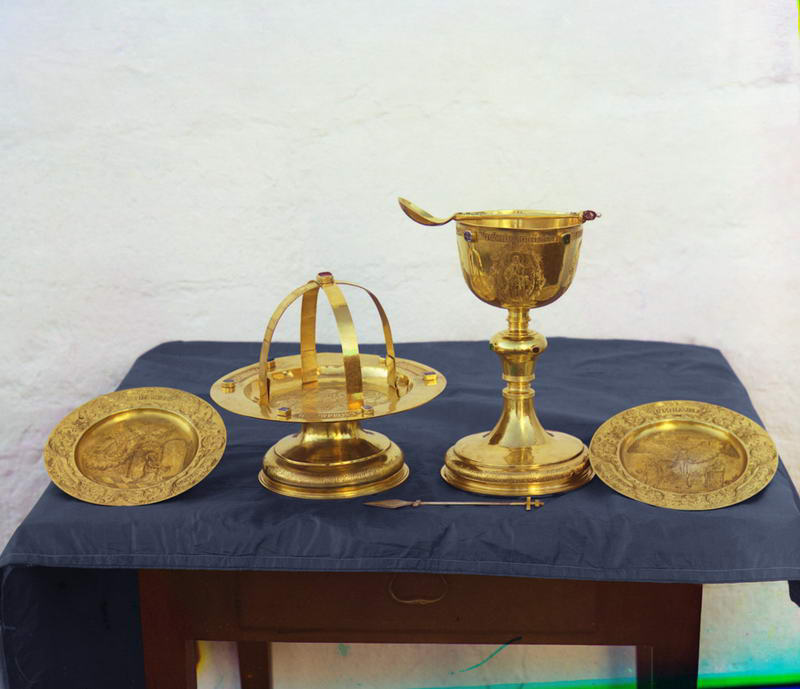
Oggetti sacri utilizzati per l'officiazione della divina liturgia nelle chiese ortodosse (fotografia di Sergey Prokudin-Gorsky, 1911).

Un tempo la prothesis era allocata nella stessa stanza del sacro tavolo, essendo semplicemente un piccolo tavolo posto contro la parete orientale a nord del sacro tavolo. Durante il regno dell'imperatore Giustino II (565 - 574), essa andò ad occupare un locale separato posto a nord del presbiterio, in un'altra abside e collegato all'altar da un arco aperto. Un altro ambito, anch'esso munito di abside, era posto nella parte sud ed ospitava il diaconicon, anch'esso collegato da un arco aperto all'altar. Così da quest'epoca in avanti, le grandi chiese ortodosse divennero triabsidali (con tre absidi visibili all'esterno). Le piccole chiese continuarono ad avere solo un'abside contenente l'altar, la prothesis e il diaconicon.
Nelle chiese siriache, il rituale è differente, poiché sia la prothesis che il diaconicon sono generalmente rettangolari, e quest'ultima costituisce una camera per il deposito di offerte da parte dei fedeli. Di conseguenza, a volte è posta sul lato sud, se così facendo è più accessibile ai laici.
Nella chiesa copta, gli uomini ricevono la sacra comunione nella prothesis (le donne la ricevono nella sacra porta) e debbono togliersi le scarpe prima di entrare.